# دینا پرینو
دِینا پرینو (انگلیسی: Dana Perino؛ زادهٔ ۹ مهٔ ۱۹۷۲) مجری تلویزیون، تحلیلگر سیاسی و سیاست‌مدار اهل ایالات متحده آمریکا است. او عضو حزب جمهوری‌خواه بوده و از اعضای شبکه فاکس نیوز است. او از مجریان تاک شو پنج در این شبکه است و همچنین مجری برنامه اختصاصی خودش به نام «خلاصه روزانه» است.